# Écône

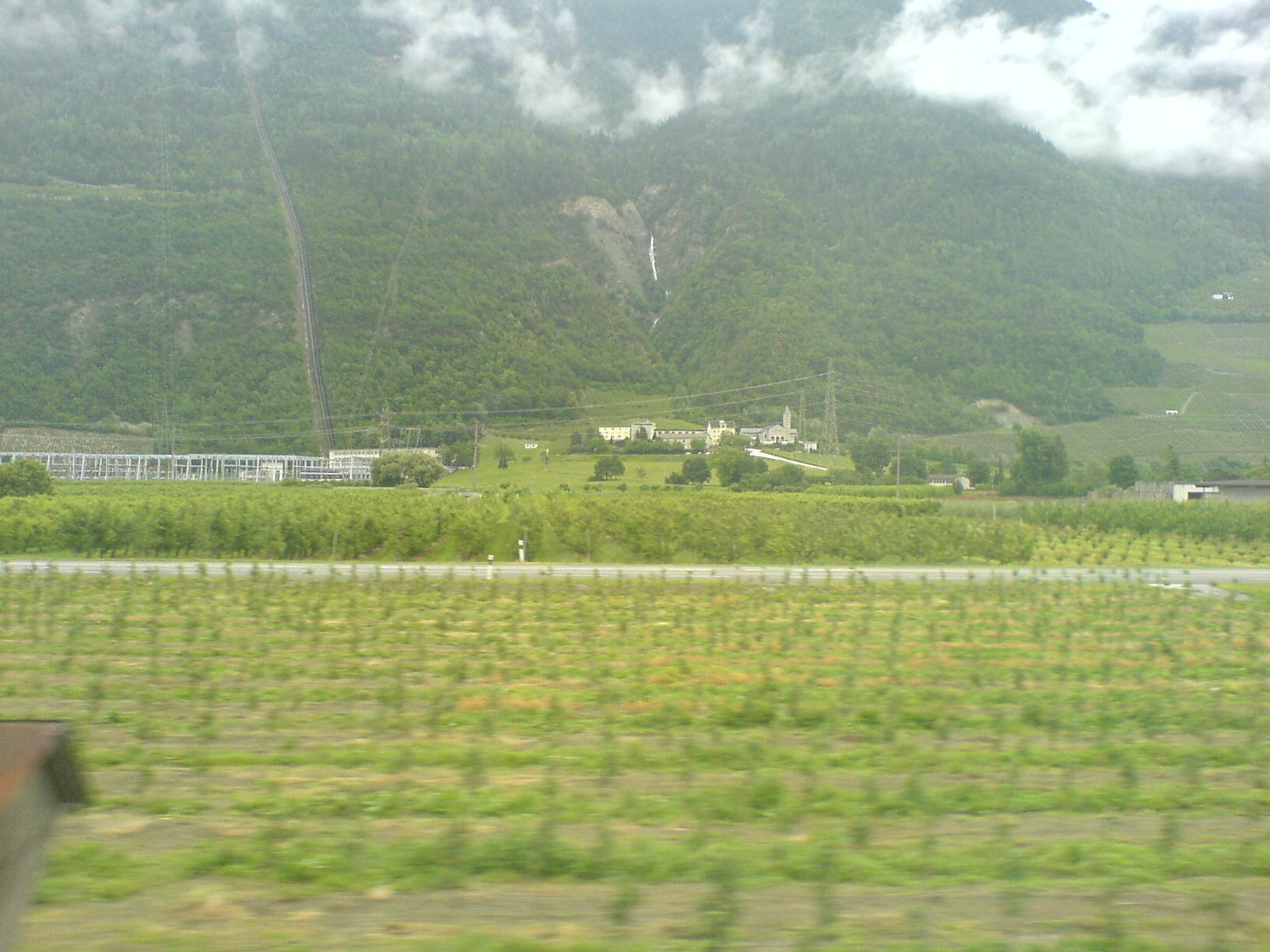
Ecône

Ecône este un cătun ce aparține de comunitatea Riddes, din districtul Martigny, cantonul Valais, Elveția. Ecône este sediul asociației unor preoți catolici tradiționaliști, numită Societatea Sf. Pius al X-lea, care refuză să recunoască autoritatea Conciliului Vatican II (1962–1965). Asociația a fost întemeiată în anul 1970 de arhiepiscopul Marcel Lefebvre, care a fost excomunicat de Sfântul Scaun.